# La Alberca (Perú)
La Alberca es un caserío peruano ubicado en el distrito de Salitral, perteneciente a la provincia de Morropón del departamento de Piura, al norte del Perú. 

## Ubicación
La Alberca se ubica al sureste de la provincia de Morropón, en el distrito de Salitral, en el departamento de Piura.

## Demografía
En 2017 La Alberca tenía una población de 837 habitantes.
| Gráfica de evolución demográfica de La Alberca entre 1993 y 2017 |
|                                                                  |
| Fuentes: Población 1993 y 2017                                   |